# Alnus nepalensis
Khi mộc Nepal (Xích dương Nepal) , có bí danh là hạn đông qua thụ/ thủy đông qua thụ (đông qua thụ 冬瓜树 đọc như tống quá sủ, tống quán sủi), còn gọi là Tống quá sủ (danh pháp hai phần: Alnus nepalensis) là một loài thực vật có hoa trong họ Betulaceae. Loài này được D.Don mô tả khoa học đầu tiên năm 1825. Cây này mọc khắp dãy Himalaya ở độ cao 500–3000 m, từ Pakistan qua Nepal, Bhutan đến Vân Nam (Trung Quốc) và bắc Việt Nam (Lào Cai, Hà Giang, Điện Biên, Lai Châu,...). Loài cây này đang được các nhóm dân tộc như H'mông, Nùng, Thù Lao ở Si Ma Cai, Lào Cai lựa chọn làm cây trồng phủ xanh, phục hồi và làm giàu rừng bằng tri thức địa phương với sự hỗ trợ của Viện SPERI  và Viện CENDI.

## Hình ảnh

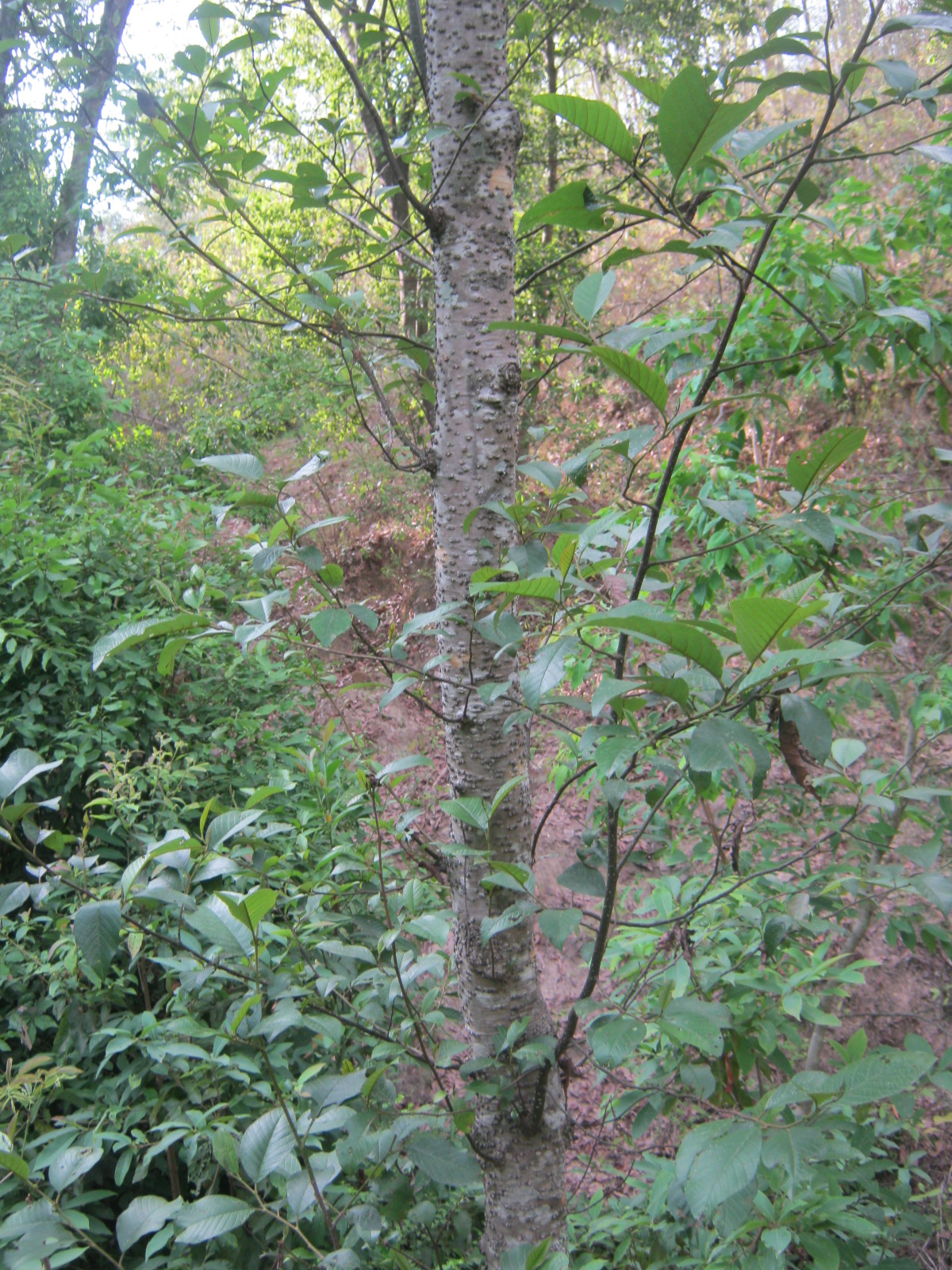